# GX Большого Пса
GX Большого Пса (лат. GX Canis Majoris) — одиночная переменная звезда в созвездии Большого Пса на расстоянии (вычисленном из значения параллакса) приблизительно 7168 световых лет (около 2198 парсеков) от Солнца. Видимая звёздная величина звезды — от +12,5m до +11,3m.

## Характеристики
GX Большого Пса — красная пульсирующая полуправильная переменная звезда типа SRB (SRB) спектрального класса M8.